# Манфреди, Асторре I
Асторре (Асторджио) I Манфреди (итал. Astorre (Astorgio) I Manfredi; род. ок. 1350 в Фаэнце, ум. 28 ноября 1405 там же) — итальянский кондотьер, сеньор Фаэнцы (1377—1404).
Сын Джованни Манфреди. После того, как их владения в Романье заняли папские войска, жил в Пистое.
В 1375 году отвоевал Гранароло. 25 июля 1377 года вступил в Фаэнцу, был с радостью встречен жителями и провозглашён правителем города. Также захватил Имолу.
Римские папы, находившиеся в Авиньоне, после церковного раскола 1378 года изменили свою политику в отношении мелких итальянских князей, предпочитая иметь их в союзниках, и Асторре I был назначен папским викарием Фаэнцы и Имолы.
Чтобы обезопасить своё положение, он нанял отряд наёмников (в основном — иностранцев) под названием Звёздная компания (итал. Compagnia della Stella) и сам его возглавил. Бернабо Висконти нанял его для войны с Генуей, но город предложил Асторре I отступные в размере 13 тысяч золотых флоринов. Позже он снова попытался взять Геную, но его войско попало в засаду, а сам он едва не попал в плен.
Позднее Асторре I со своим отрядом нанялся на службу к Болонье, в то время воевавшей с Висконти. В награду за свои военные успехи получил дворец, который и сейчас носит его имя.
В битве при Портомаджоре 16 апреля 1395 года взял в плен правителя Феррары Аццо д’Эсте и держал его в заточении больше года, требуя огромный выкуп. Феррарцам удалось захватить сына Асторре I, и ему пришлось обменять его на своего пленника.
В 1400 году начал боевые действия против Джованни I Бентивольо, папского викария Болоньи, и его союзника графа Альберико Барбиано. После долгой войны признал своё поражение и в 1404 году вынужден был пойти на соглашение, по которому передал Фаэнцу папскому легату в Болонье Балтасару Косса сроком на 10 лет за компенсацию в 25 000 дукатов, а также часть своих военных укреплений сроком на 5 лет за ежемесячную арендную плату в 200 флоринов, а сам стал кондотьером на папской службе. Ничего из обещанных денег он не получил.
Асторре I попытался организовать в Фаэнце заговор, но был схвачен и казнён на главной площади.
Через пять лет, 18 июня 1410 года, его сын Джан-Галеаццо вступил в Фаэнцу и был провозглашён жителями её правителем. Он благополучно сохранил власть в городе до своей смерти в 1416 году, ему наследовал сын — Гвидантонио.